# 佈局投手
佈局投手（英語：Setup man/pitcher，簡稱：SU）是棒球比賽中，接替先發投手或中繼投手之後、終結者之前登板的投手，通常是在第八局上場。
由於目前中繼投手開始使用中繼點或是中繼成功（hold）統計戰績，因此在領先三分內且於第八局上場的佈局投手，通常是該隊賺取中繼點最多的投手。
佈局投手通常是球團有意栽培為終結者的年輕投手或是退出終結者位置的老將，因此他們在實力上面通常是牛棚戰力中次強的投手，故若終結者身體不適或受傷時，有時也能勝任代班終結者的位置，因此可視為終結者的備胎人選，一些球隊因戰力考量會讓佈局投手與終結者互相輪替。
一支球隊通常有左右投各一的佈局投手。
在美國大聯盟，知名的佈局投手為費城費城人老將Tom Gordon、洛杉磯道奇的郭泓志、波士頓紅襪的岡島秀樹，及底特律老虎隊的祖馬亞(Joel Zumaya)等。

## 中華職棒現役佈局投手
| 球團       | 投手   |
| ---------- | ------ |
| 樂天桃猿   | 王志煊 |
| 富邦悍將   | 富藍戈 |
| 統一7-11獅 | 邱浩鈞 |
| 中信兄弟   | 王凱程 |
| 味全龍     | 林凱威 |
| 台鋼雄鷹   | 張誠恩 |

## 美國職棒現役佈局投手
| 球團         | 投手           |
| ------------ | -------------- |
| 波士頓紅襪   | 亞當·歐塔維諾  |
| 巴爾的摩金鶯 | Darren O'Day   |
| 聖路易紅雀   | 扎克·杜克      |
| 明尼蘇達雙城 | 麥特·卡普斯    |
| 德州遊騎兵   | 科比·路易斯    |
| 亞特蘭大勇士 | 強尼·范特斯    |
| 華盛頓國民   | 萊恩·麥德森    |
| 堪薩斯皇家   | Kelvin Herrera |
| 洛杉磯道奇   | 布萊克·崔南    |
| 舊金山巨人   | 瑟吉歐·羅莫    |
| 科羅拉多洛磯 | 麥可·吉文斯    |